# Капітанове
Капіта́нове — село в Україні, у Новоайдарській селищній громаді Щастинського району Луганської області. Населення становить 90 осіб.

## Історія
Краєзнавець В.І.Подов вважав, що Капітанове виникло в період між 1738 і 1745 роками.
У 1714 землі на річці Ольховій віддали капітану Гнату Іллічу Савенкову, і по версії С.Каленюка, назва Капітанове походить від його посади.
Чисельність населення, відповідно до Ревізьких казкок:
За 1816 р.: 151 чоловіки, 141 жінки.
За 1850 р.: 80 чоловіків, 86 жінок.
Село постраждало внаслідок геноциду українського народу, вчиненого урядом СРСР у 1932—1933 роках, кількість встановлених жертв — 37 людей.
У 2020 році через лісові пожежі поблизу села вогнем було пошкоджено щонайменше 20 будівель.

## Населення
За даними перепису 2001 року населення села становило 225 осіб, з них 93,78 % зазначили рідною українську мову, 5,78 % — російську, а 0,44 — іншу.

## Також
- Перелік населених пунктів, що постраждали від Голодомору 1932-1933, Луганська область

## Світлини

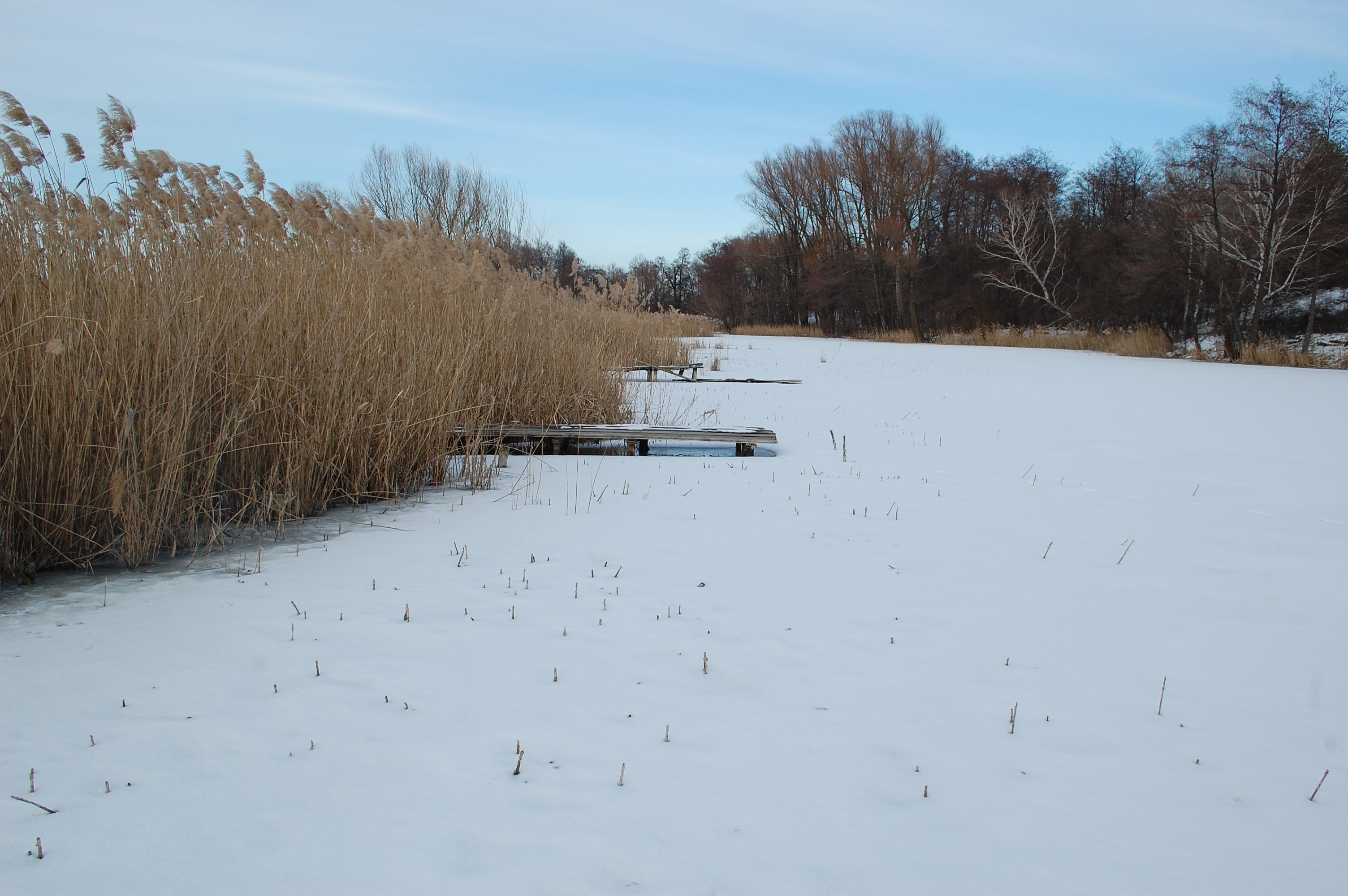
Ставок
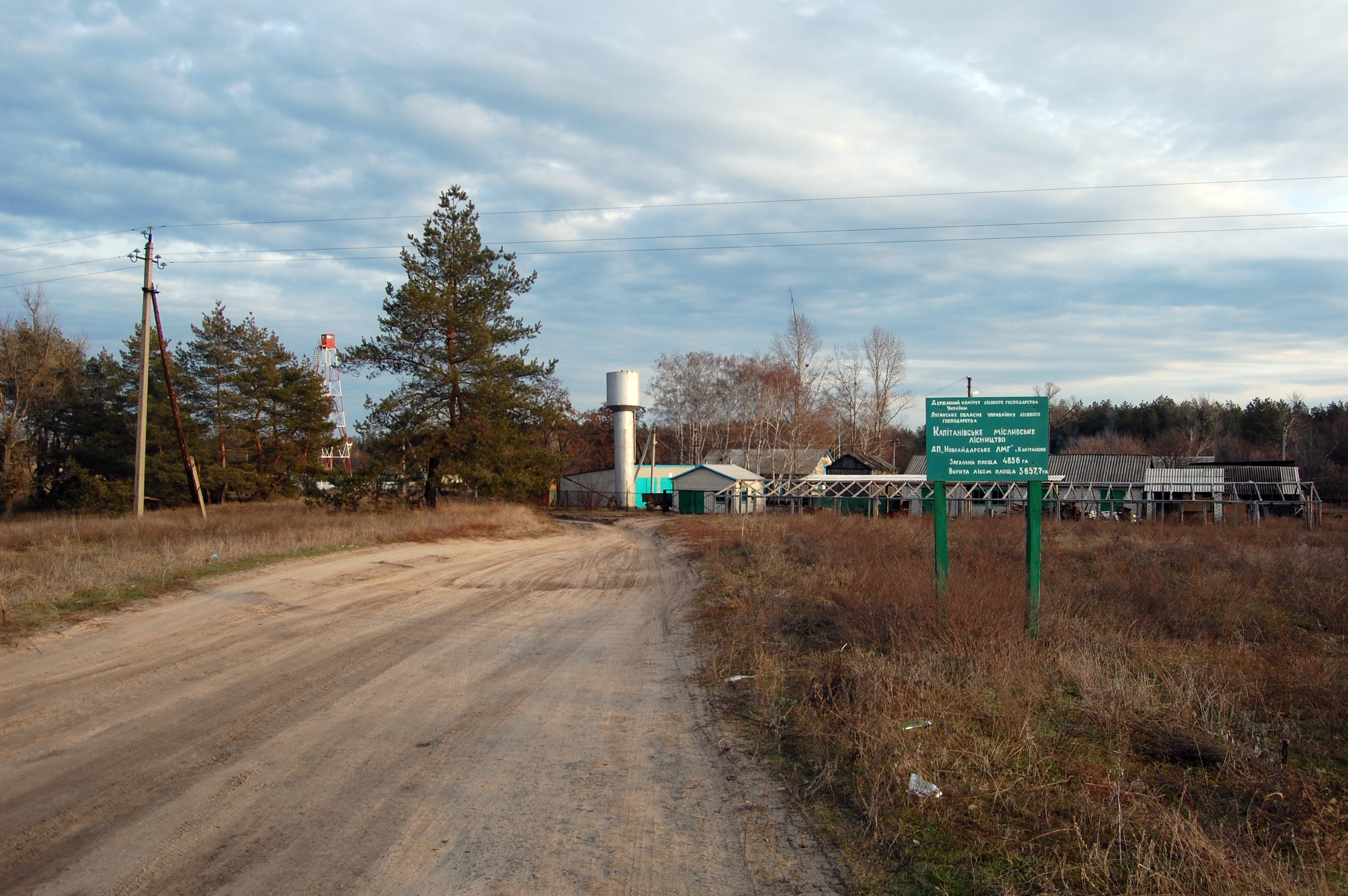
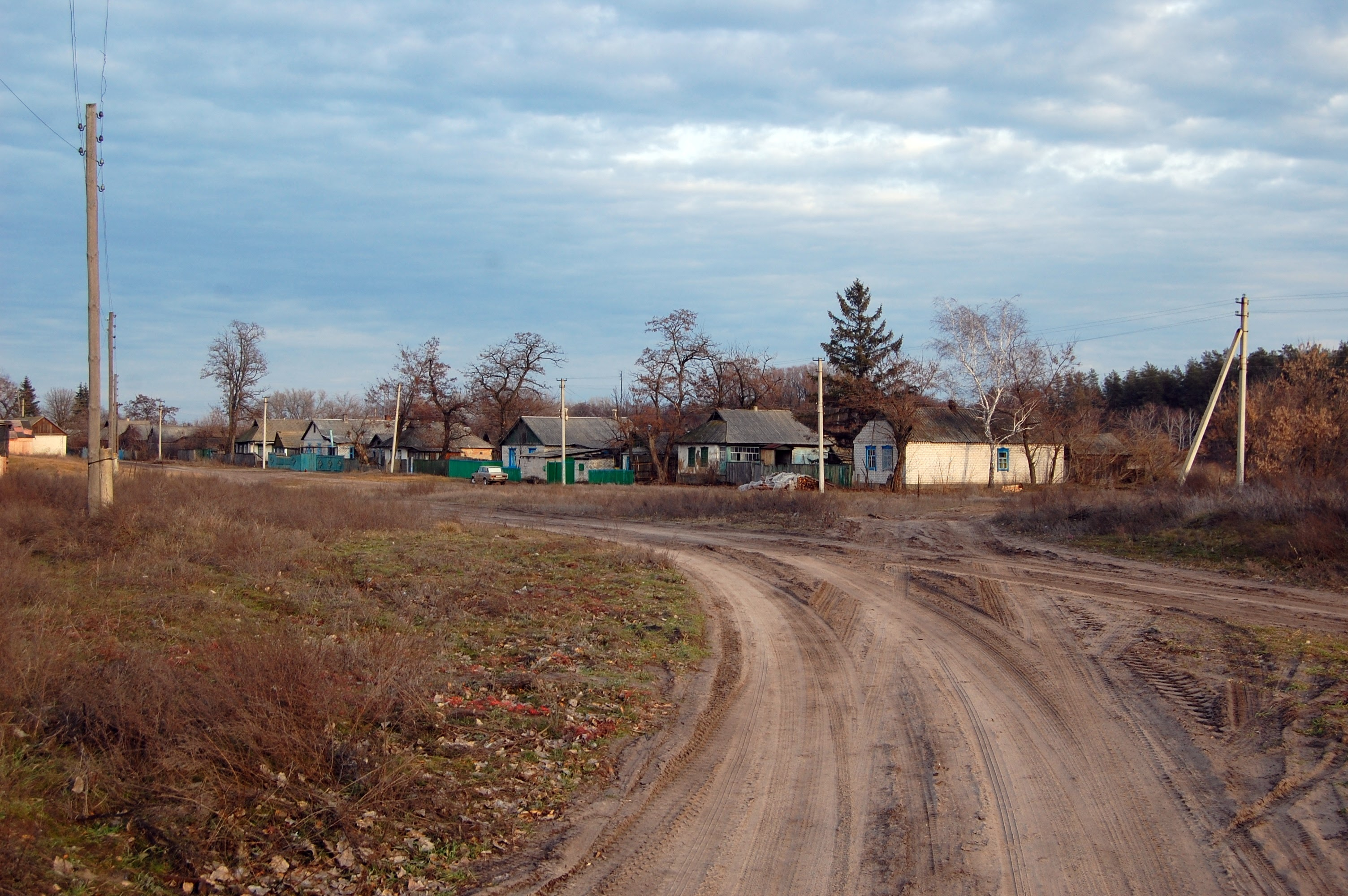
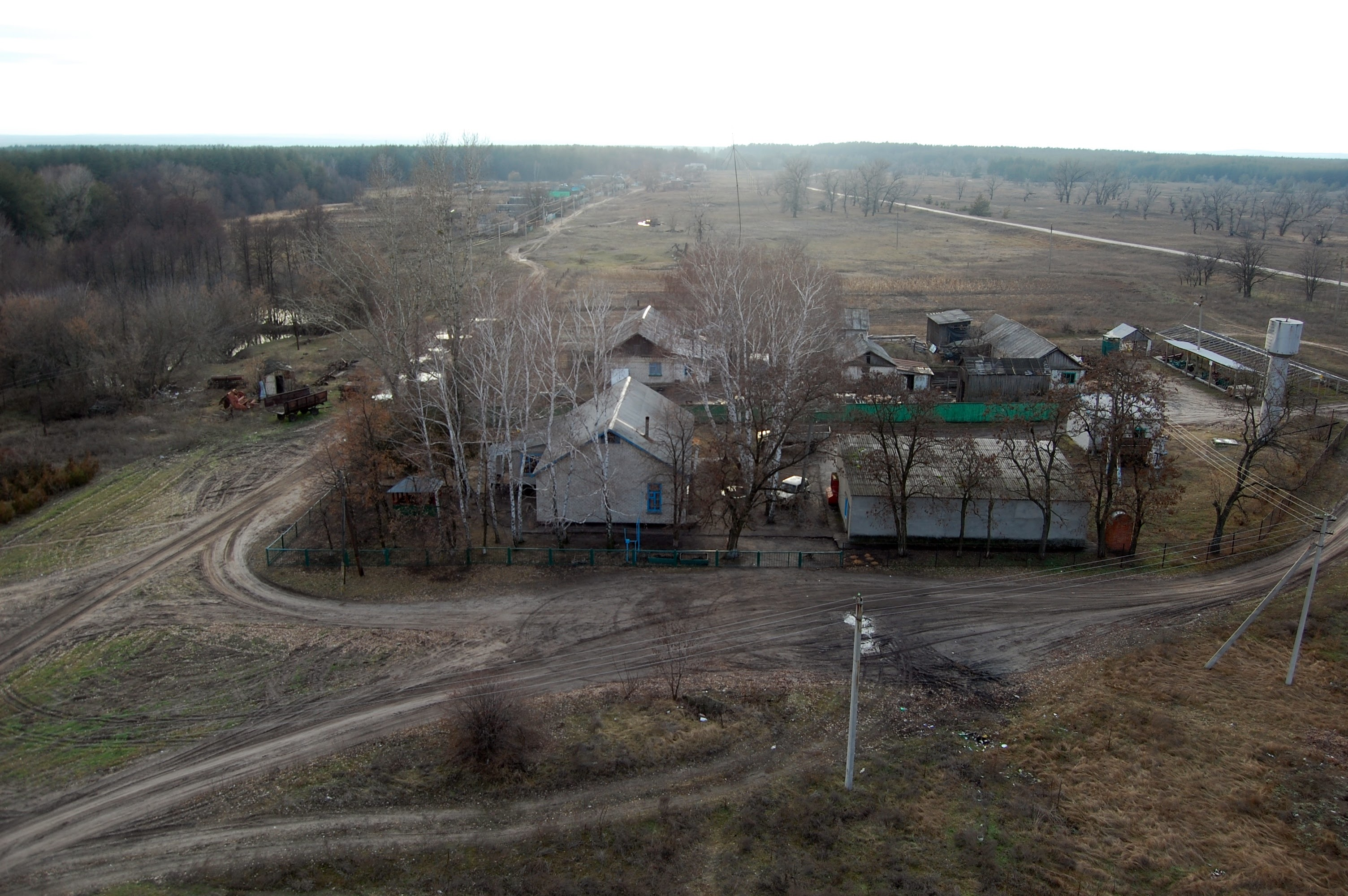
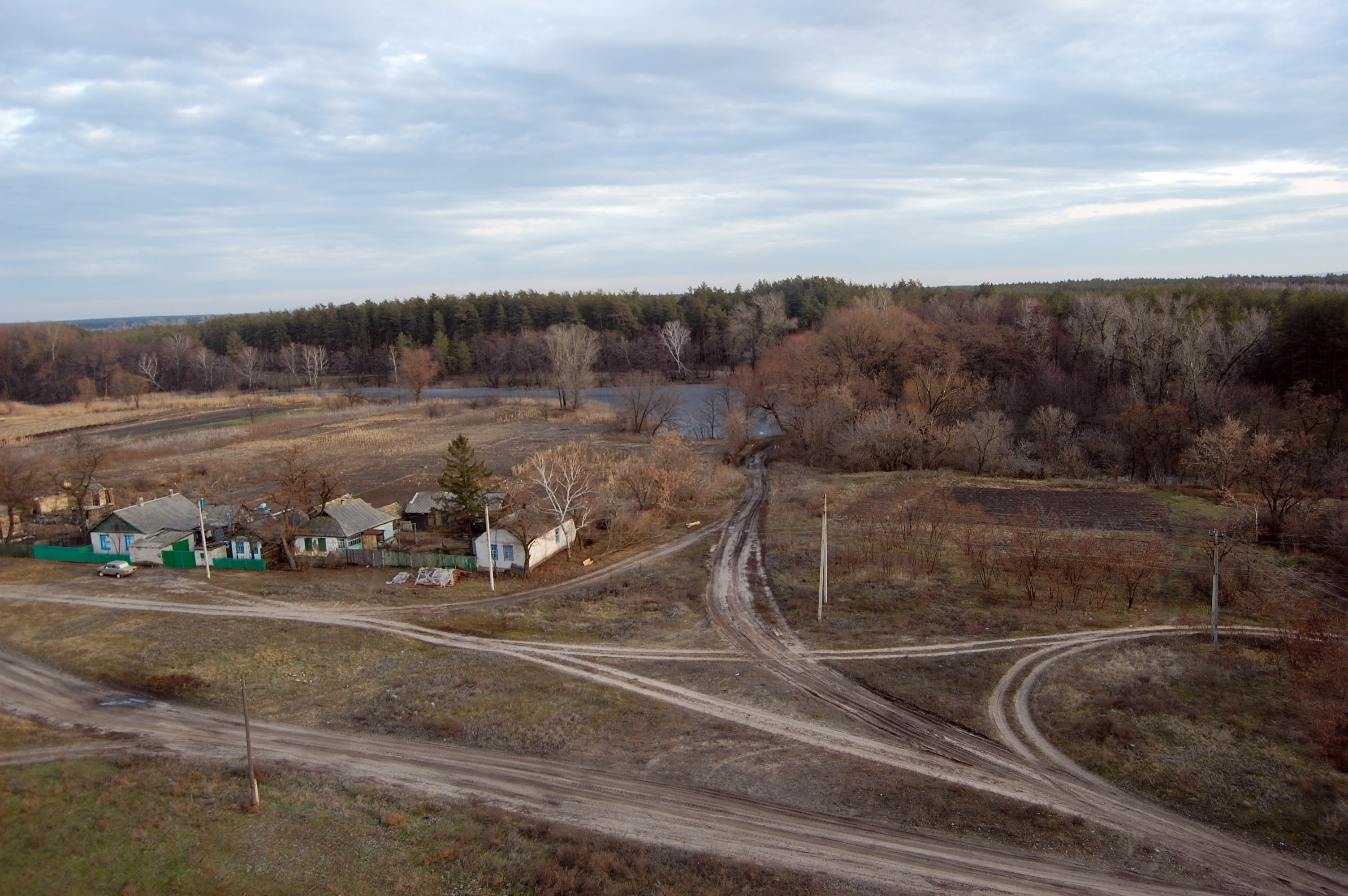
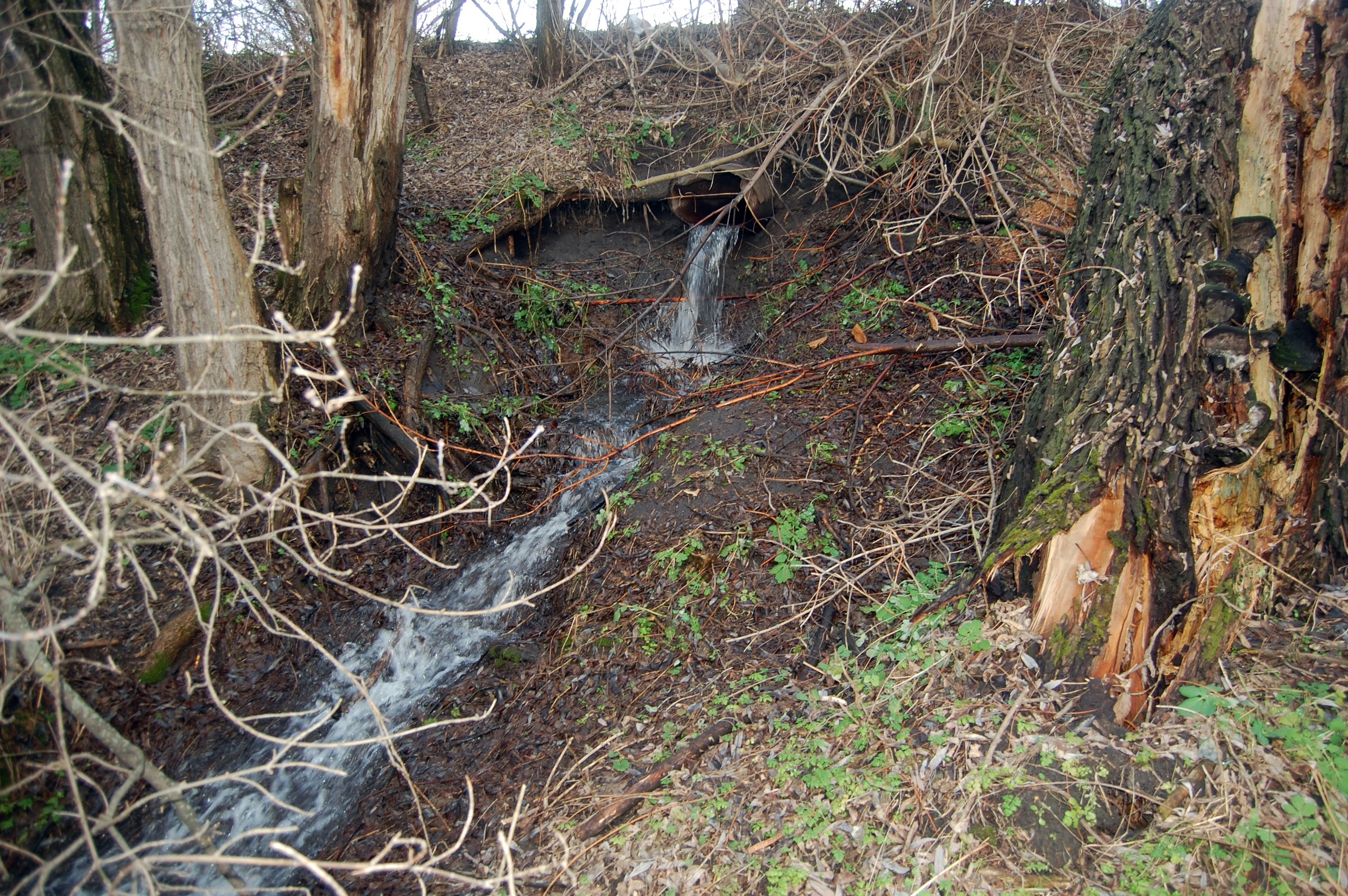
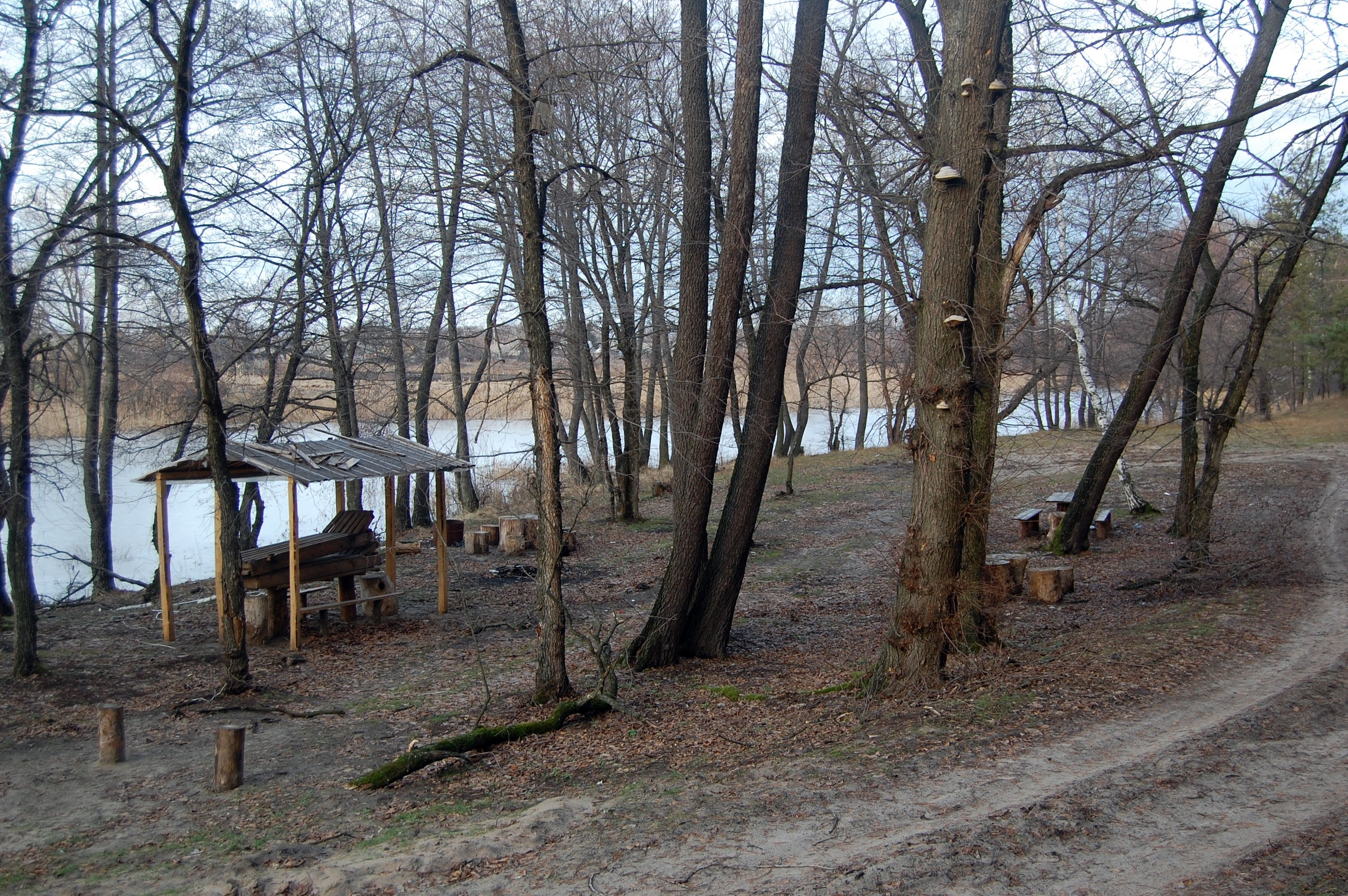
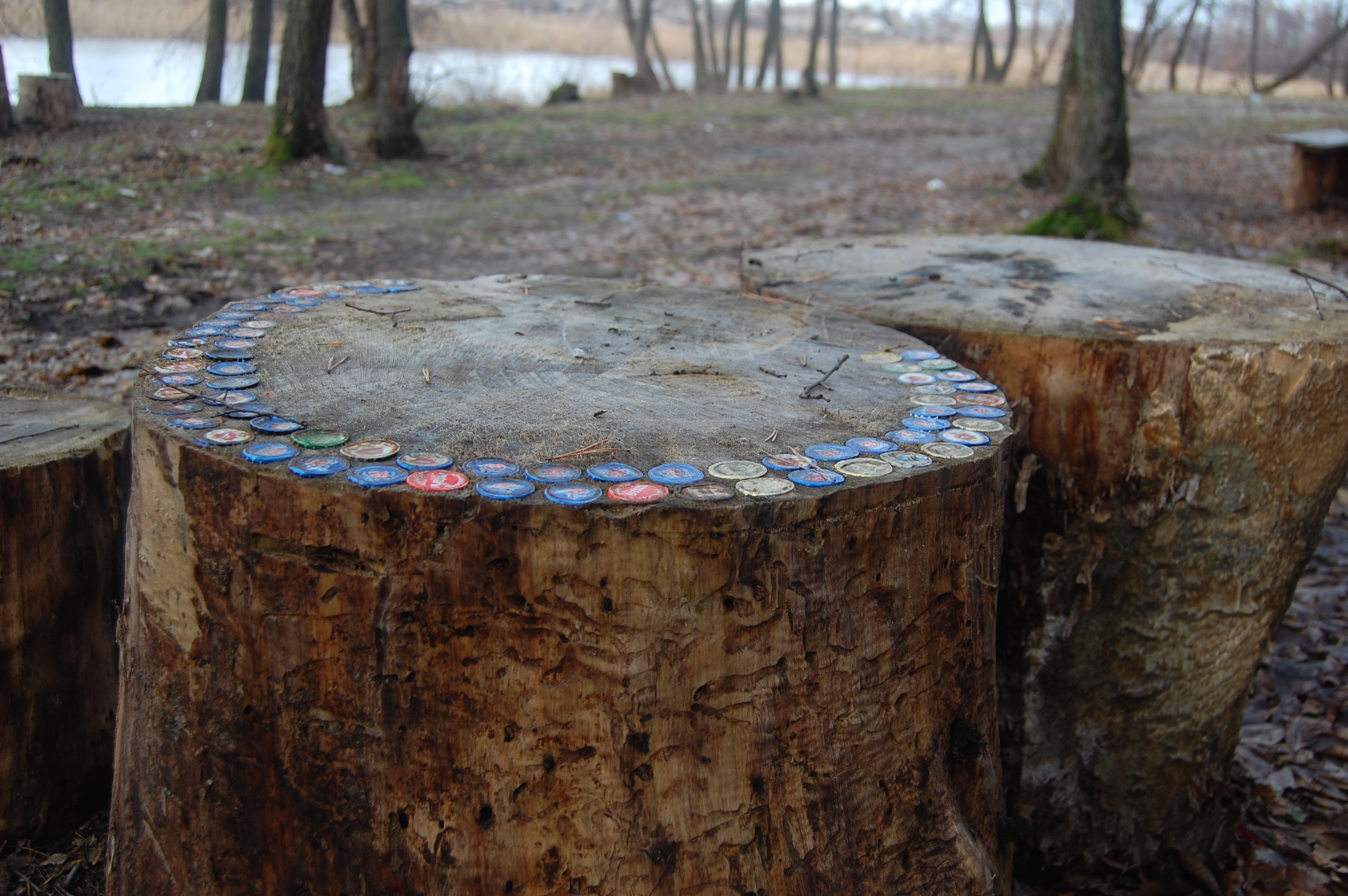
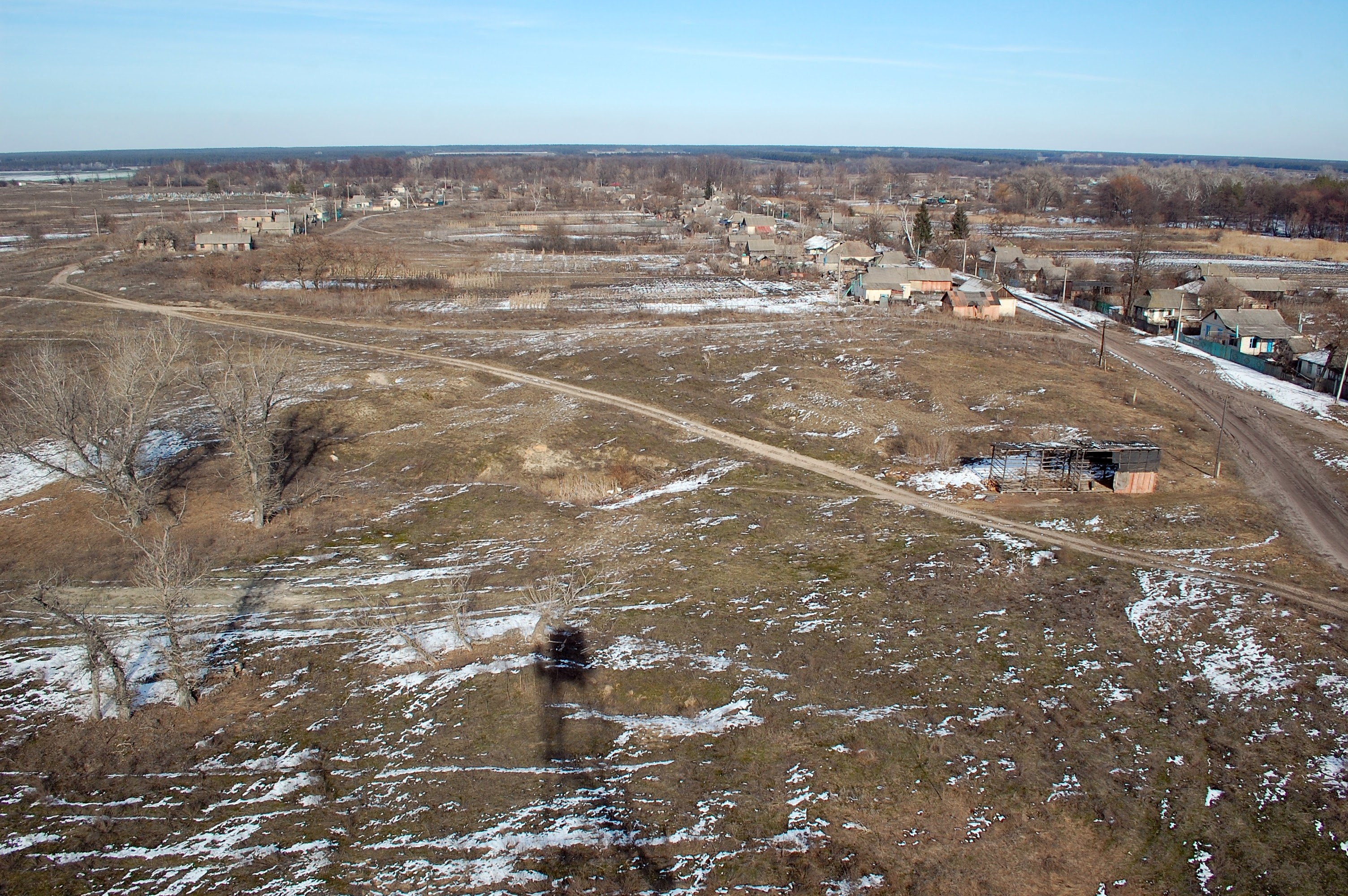
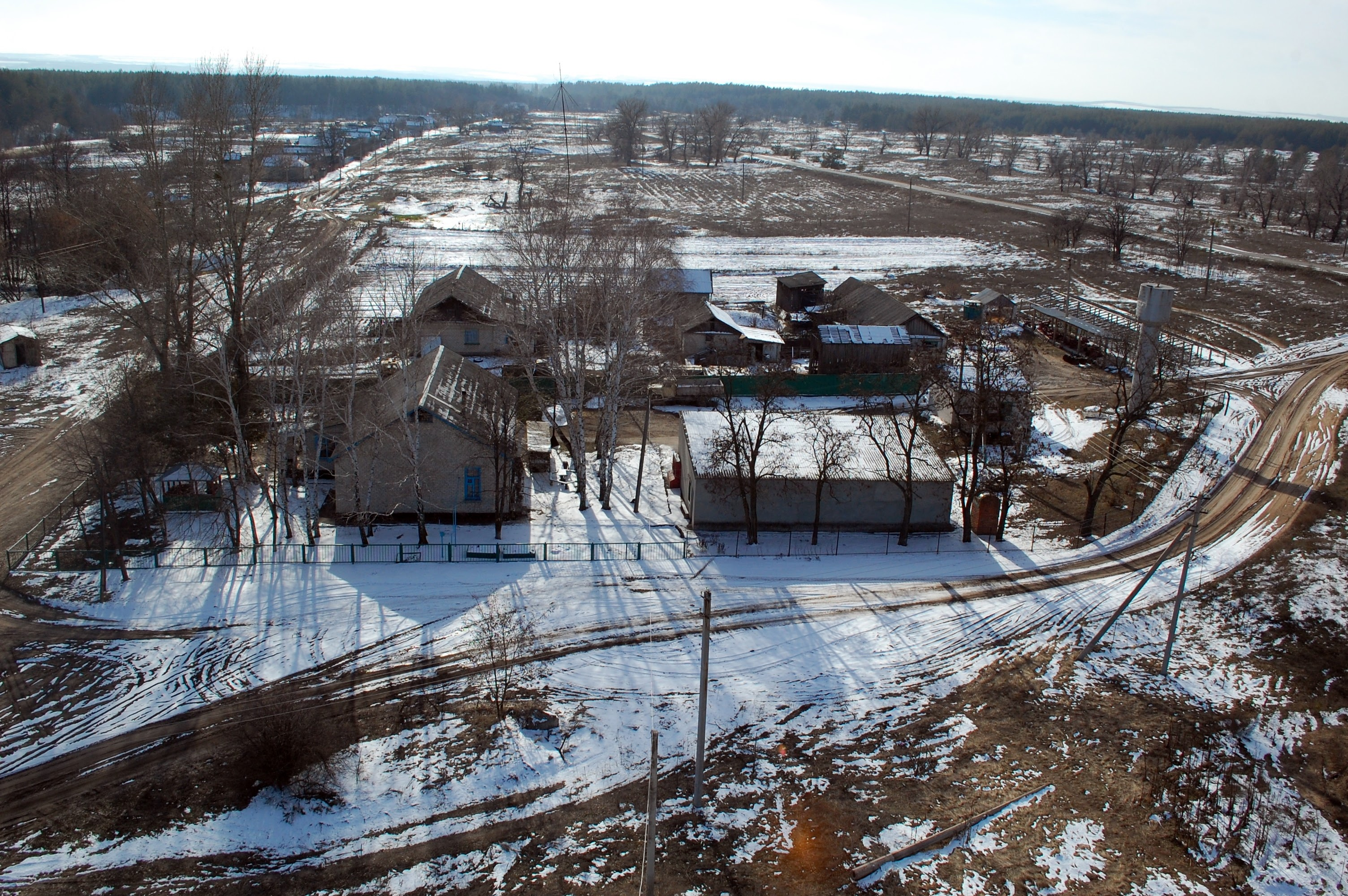
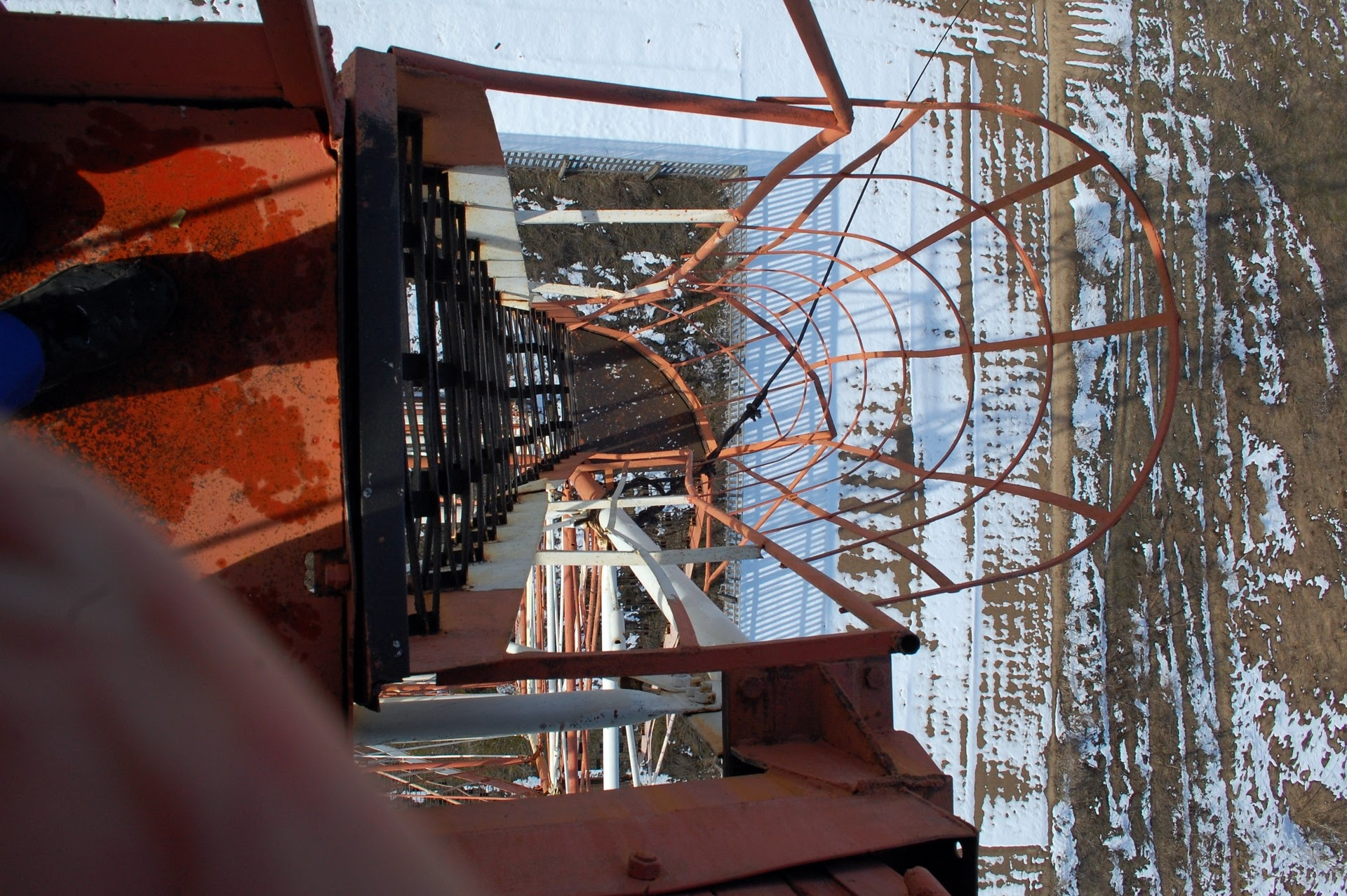
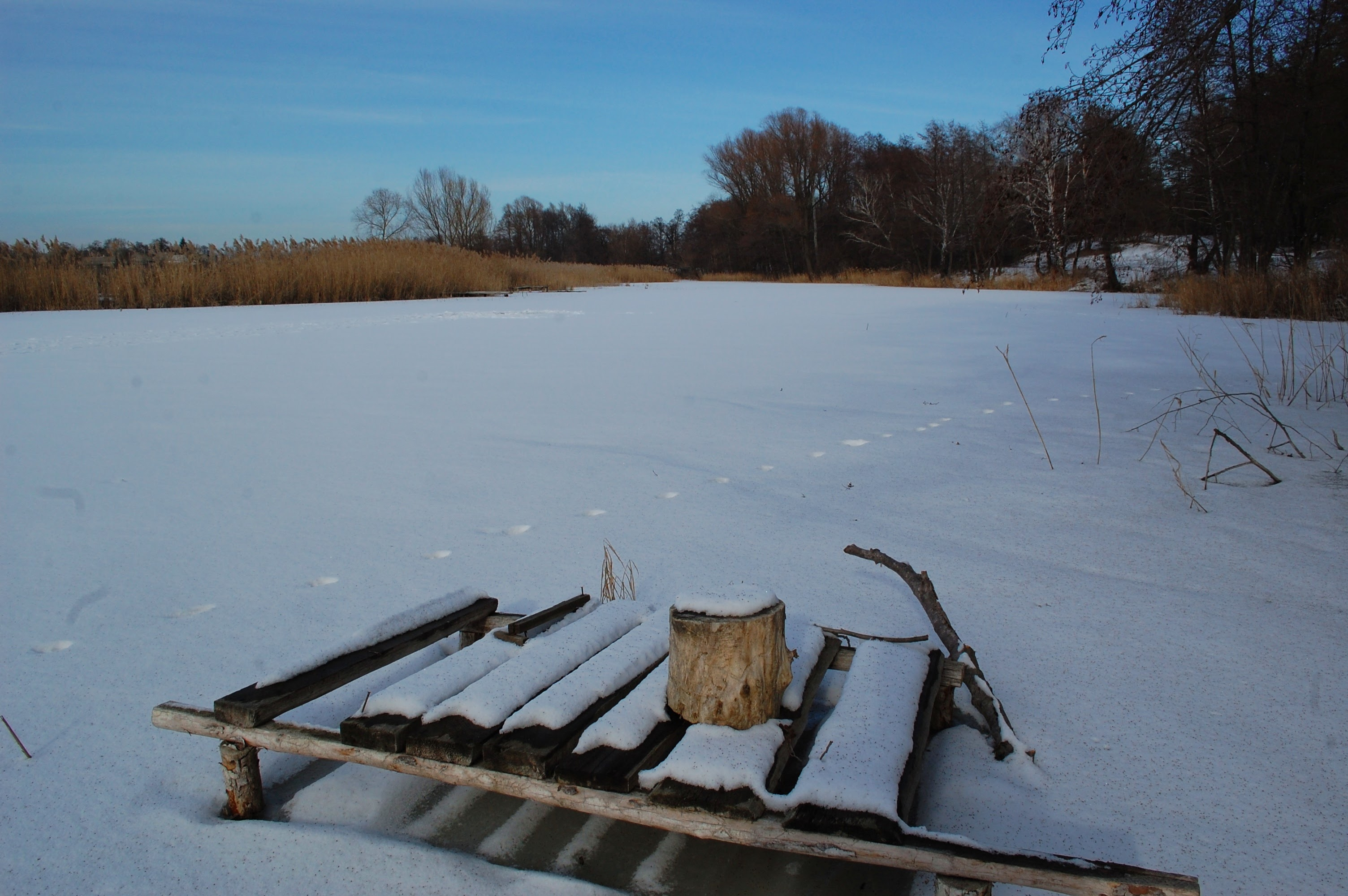